# Persone di nome Fábio
| Questa pagina contiene informazioni ricavate automaticamente dalle voci biografiche con l'ausilio del template Bio e di un bot. L'aggiornamento è periodico e automatico e ricostruisce completamente la pagina. Se manca una persona in questa lista, sei pregato di non aggiungerla, ma accertati piuttosto che la sua voce biografica contenga il template Bio e che i dati anagrafici siano correttamente compilati. Se il template Bio manca, inseriscilo tu stesso o, in alternativa, metti l'avviso {{tmp\|Bio}} che ne segnala la mancanza. Se i dati riportati sono sbagliati, correggi direttamente la voce biografica; le modifiche saranno visibili in questa lista entro pochi giorni. Per chiarimenti vedi il progetto antroponimi. La lista contiene solo le 72 persone che sono citate nell'enciclopedia e per le quali è stato implementato correttamente il template Bio. Pagina aggiornata al 16 ott 2024. |

Questa è una lista di persone presenti nell'enciclopedia che hanno il prenome Fábio, suddivise per attività principale.

## Allenatori di calcio(3)
- Fábio Carille, allenatore di calcio e ex calciatore brasiliano (San Paolo, n. 1973)
- Fábio Espinho, allenatore di calcio e ex calciatore portoghese (Espinho, n. 1985)
- Fábio César Montezine, allenatore di calcio e ex calciatore brasiliano (Londrina, n. 1979)

## Allenatori di calcio a 5(1)
- Fábio Previdelli, allenatore di calcio a 5 e ex giocatore di calcio a 5 brasiliano (Taquaritinga, n. 1974)

## Arbitri di calcio(1)
- Fábio Veríssimo, arbitro di calcio portoghese (Leiria, n. 1982)

## Astisti(1)
- Fábio Gomes da Silva, ex astista brasiliano (Campinas, n. 1983)

## Attori(1)
- Fábio Assunção, attore brasiliano (San Paolo, n. 1971)

## Cantanti(1)
- Fábio Jr., cantante, attore e musicista brasiliano (San Paolo, n. 1953)

## Fumettisti(1)
- Fábio Moon, fumettista brasiliano (San Paolo, n. 1976)

## Giocatori di beach volley(1)
- Fábio Luiz Magalhães, giocatore di beach volley brasiliano (Marataízes, n. 1979)

## Giocatori di calcio a 5(4)
- Fábio Bachega, ex giocatore di calcio a 5 brasiliano (San Paolo, n. 1983)
- Fábio Cecílio, giocatore di calcio a 5 portoghese (Tabuaço, n. 1993)
- Fábio Lima, giocatore di calcio a 5 portoghese (Porto, n. 1988)
- Fábio Poletto, giocatore di calcio a 5 brasiliano (Poço das Antas, n. 1989)

## Registi(1)
- Fábio Barreto, regista e attore brasiliano (Rio de Janeiro, n. 1957 - Rio de Janeiro, † 2019)